# クリス・ウッズ
クリス・ウッズ（Christopher Charles Eric Woods、1959年11月14日 - ）は、イングランド・スウィンズヘッド出身の元サッカー選手。現役時代のポジションはGK。元イングランド代表。引退後はアメリカ代表のゴールキーパーコーチなどを歴任した。

## 経歴
1976年にノッティンガム・フォレストFCでトップチームに加わるが、正GKをピーター・シルトンが務めたため、出場機会は無いまま、1980-81年度シーズンQPRへ移籍した。
1985年から1993年にかけてイングランド代表として34試合の出場経験があり、シルトンの控えとして1986年ワールドカップ・メキシコ大会、1990年ワールドカップ・イタリア大会に参加した。シルトンが代表を外れた後にようやくレギュラーを確保し、1992年の欧州選手権では3試合に出場、1993年のワールドカップ・予選にも出場した。

## タイトル
ノッティンガム・フォレスト
- フットボールリーグカップ : 19777-78
- チャンピオンズカップ：1978-79

ノリッジ・シティFC
フットボールリーグカップ : 1984-85
レンジャース
- スコットランドリーグ: 1986-87, 19888-89, 19890-90, 1990-91
- スコットランドリーグカップ : 1986-87, 1987–88, 1988–89, 1990–91